# Internet Low Bit Rate Codec
Internet Low Bit Rate Codec (iLBC) – kodek przeznaczony do połączeń o małej przepustowości oparty ma modelu licencjonowania royalty free. Kodek ten jest rozwijany przez Global IP Sound (GIPS). Jest to jeden z kodeków używanych przez Skype.

## Cechy i parametry
- Częstotliwość próbkowania 8 kHz/16 bit (160 próbek na ramkę o długości 20 ms, 240 próbek na ramkę o długości 30 ms)
- Stała długość ramki (304 bity na pakiet dla ramek o długości 20 ms, 400 bitów na pakiet dla ramki o długości 30 ms)
- Stała przepływność (15,2 kb/s dla ramki o długości 20 ms, 13,33 kb/s dla ramki o długości 30 ms)
- Royalty free